# Juatuba
Juatuba is een gemeente in de Braziliaanse deelstaat Minas Gerais. De gemeente telt 20.567 inwoners (schatting 2009).

## Aangrenzende gemeenten
De gemeente grenst aan Betim, Esmeraldas, Florestal, Igarapé en Mateus Leme.